# 革叶鼠李
革叶鼠李（学名：Rhamnus coriophylla）为鼠李科鼠李属下的一个种。